# Culture Box
Culture Box waren eine fünfköpfige Popgruppe, wohnhaft in Nordrhein-Westfalen. Die Mitglieder hatten Wurzeln aus sechs Ländern. Sie standen bei Sony BMG unter Vertrag. Wie bereits bei der Band Banaroo wurde die Band mit Produzenten von „Pop Office“ zusammengebracht. Unterstützung erhielt die Band von TV-Sender Super RTL, welcher Werbung für die Single und die Band machte. 2009 erfolgte die Auflösung der Gruppe.

## Mitglieder
- Flo (* 30. Dezember 1985 in Landau in der Pfalz)
- Elli (* 11. Mai 1981 in Münster)
- Jay (* 25. November 1985 in Arnsberg)
- Maxi (* 19. November 1988 in Wuppertal)
- David (* 26. November 1984 in Basel)

## Diskografie

### Alben
- 2008: Culture Box

### Singles
- 2008: Boogie Woogie Song
- 2008: Winterdream